# Simone Cerasuolo
Simone Cerasuolo (Imola, 22 de junio de 2003) es un deportista italiano que compite en natación, especialista en el estilo braza.
Ganó una medalla de oro en el Campeonato Mundial de Natación de 2025, una medalla de bronce en el Campeonato Mundial de Natación en Piscina Corta de 2022, una medalla de plata en el Campeonato Europeo de Natación de 2022 y una medalla de plata en el Campeonato Europeo de Natación en Piscina Corta de 2023.

## Palmarés internacional
| Campeonato Mundial                  | Campeonato Mundial    | Campeonato Mundial | Campeonato Mundial |
| Año                                 | Lugar                 | Medalla            | Prueba             |
| ----------------------------------- | --------------------- | ------------------ | ------------------ |
| 2025                                | Singapur (Singapur)   | Medalla de oro     | 50 m braza         |
| Campeonato Mundial en Piscina Corta |                       |                    |                    |
| Año                                 | Lugar                 | Medalla            | Prueba             |
| 2022                                | Melbourne (Australia) | Medalla de bronce  | 50 m braza         |
| Campeonato Europeo                  |                       |                    |                    |
| Año                                 | Lugar                 | Medalla            | Prueba             |
| 2022                                | Roma (Italia)         | Medalla de plata   | 50 m braza         |
| Campeonato Europeo en Piscina Corta |                       |                    |                    |
| Año                                 | Lugar                 | Medalla            | Prueba             |
| 2023                                | Otopeni (Rumania)     | Medalla de plata   | 50 m braza         |